# Liste der Kulturdenkmäler in Nisterberg
In der Liste der Kulturdenkmäler in Nisterberg sind alle Kulturdenkmäler der rheinland-pfälzischen Ortsgemeinde Nisterberg aufgelistet. Grundlage ist die Denkmalliste des Landes Rheinland-Pfalz (Stand 4. Mai 2023).

## Einzeldenkmäler
| Bezeichnung          | Lage                | Baujahr                    | Beschreibung                                                                                               | Bild                           |
| -------------------- | ------------------- | -------------------------- | --- | ------------------------------ |
| Quereinhaus          | Hauptstraße 24 Lage | Mitte des 19. Jahrhunderts | stattliches Fachwerk-Quereinhaus, teilweise massiv und verkleidet, wohl aus der Mitte des 19. Jahrhunderts | BW                             |
| Evangelische Kapelle | Kirchweg 3 Lage     |                            | romanischer Ostteil, Schiff von 1965                                                                       | weitere Bilder Fotos hochladen |
| Quereinhaus          | Lindenweg 4 Lage    | 18. oder 19. Jahrhundert   | stattliches Fachwerk-Quereinhaus, verkleidet, wohl aus dem 18. oder 19. Jahrhundert                        | BW                             |